# Loupian
Loupian là một xã trong vùng Occitanie, thuộc tỉnh Hérault, quận Montpellier, tổng Mèze. Tọa độ địa lý của xã là 43° 27' vĩ độ bắc, 03° 36' kinh độ đông. Loupian nằm trên độ cao trung bình là 20 mét trên mực nước biển, có điểm thấp nhất là 0 mét và điểm cao nhất là 170 mét. Xã có diện tích 16 km², dân số vào thời điểm 1999 là 1483 người; mật độ dân số là 92 người/km².

## Thông tin nhân khẩu
| 1962 | 1968 | 1975 | 1982  | 1990  | 1999  |
| ---- | ---- | ---- | ----- | ----- | ----- |
| 871  | 901  | 934  | 1.113 | 1.289 | 1.483 |